# بوبي ستيفنز
بوبي ستيفنز (بالإنجليزية: Bobby Stevens)‏ هو لاعب كرة قاعدة أمريكي، ولد في 17 أبريل 1907 في تشيفي تشايس ‏ في الولايات المتحدة، وتوفي في 30 ديسمبر 2005 في فريدريك في الولايات المتحدة.

## وصلات خارجية
- بوبي ستيفنز على موقعبيزبول رفرنس.كوم (الدوري الرئيسي) (الإنجليزية)